# Jeune homme nu

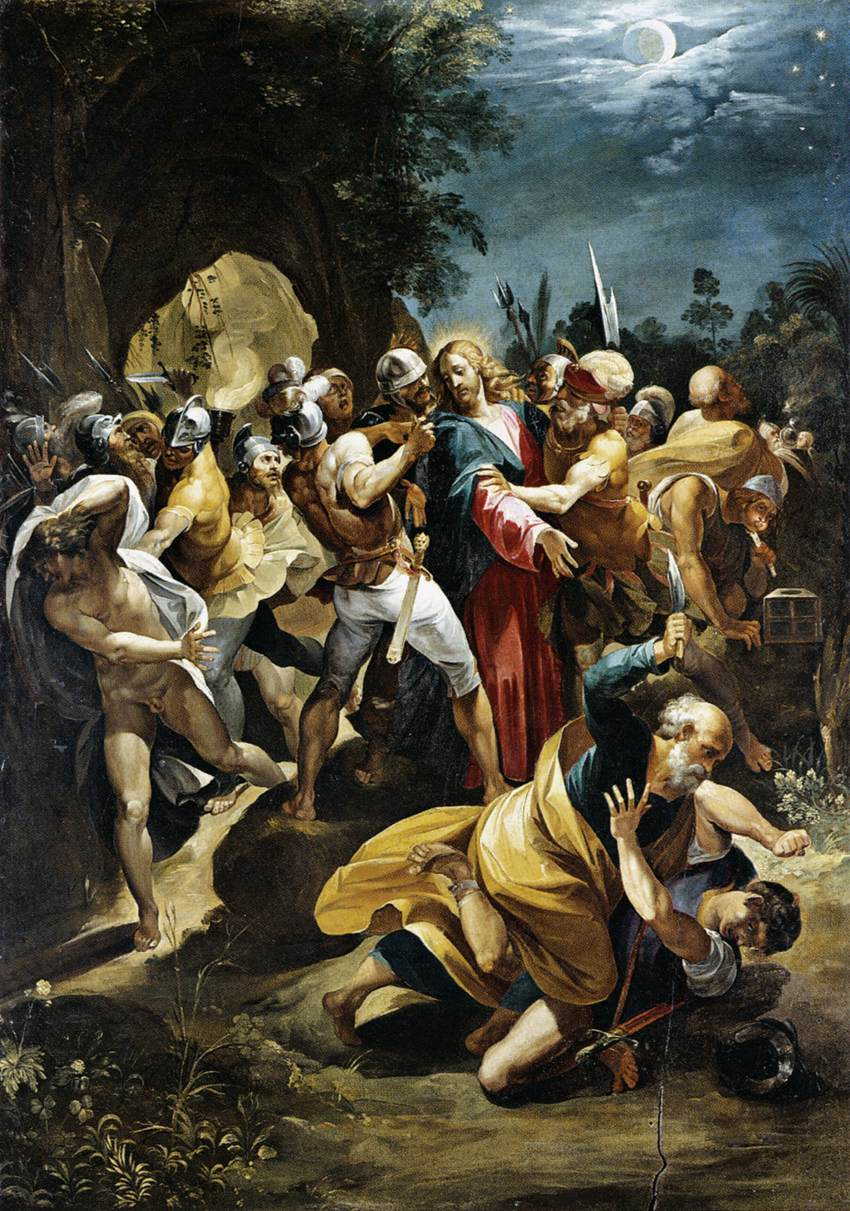
L'Arrestation du Christ par le Cavalier d'Arpin, v. 1597, avec à droite Pierre blessant Malchus (serviteur de Caïphe) et, à gauche, le jeune homme nu sous le drap.

Le jeune homme nu, ou la fuite du jeune homme nu, est un épisode relaté dans l'Évangile selon Marc au chapitre 14, lors de l'arrestation de Jésus. Il ne figure dans aucun autre passage du Nouveau Testament et fait partie du Sondergut de cet évangile.
Il n'occupe que deux courts versets. Son extrême brièveté est inversement proportionnelle au nombre de commentaires qu'il a suscités parmi les exégètes, principalement en raison de son caractère insolite.

## Le texte
La scène se situe au moment où les gardes, munis d'épées et de bâtons, viennent s'emparer de Jésus de Nazareth au jardin de Gethsémani. Ses disciples l'abandonnent alors et prennent tous la fuite.

« Un jeune homme le suivait, n’ayant sur le corps qu’un drap. On se saisit de lui ; mais il lâcha son vêtement, et se sauva tout nu. »

Sans transition, Jésus est ensuite conduit chez Caïphe en vue de son procès. Le jeune homme nu, dont il n'est plus question, n'a donc pas de lien direct avec l'épisode et son irruption dans le récit fait figure d'énigme. À l'instar de nombreux autres spécialistes, Camille Focant en conclut que cette anecdote, placée à la fin de la scène de l'arrestation, peut exprimer la « portée symbolique de ce qui se joue dans le drame en cours ».

## Interprétations

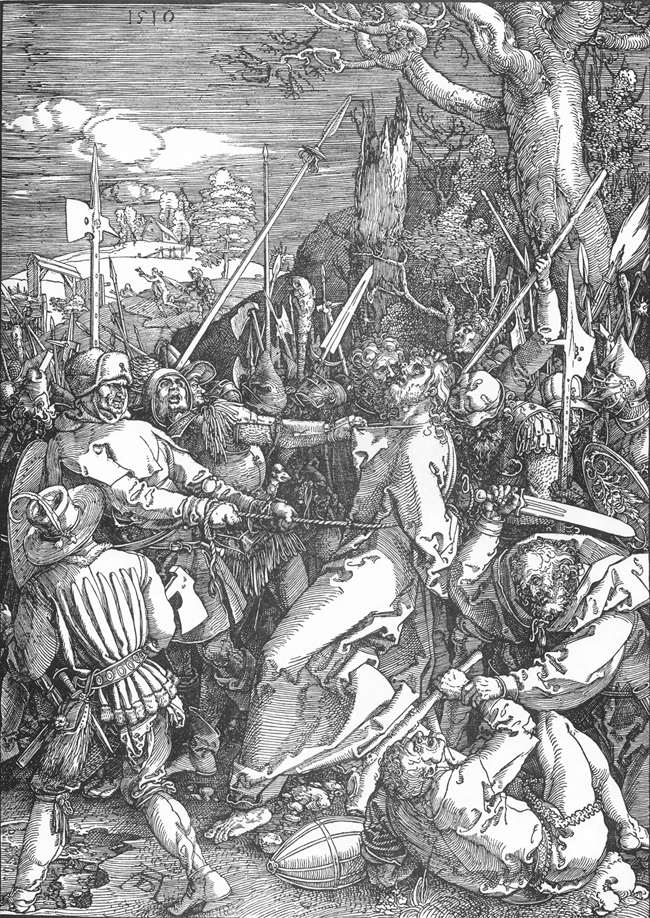
Dans L'Arrestation du Christ qui appartient à la série de la Grande Passion (v. 1511), Albrecht Dürer représente le jeune fugitif loin vers l'horizon, en haut à gauche.

Les quatre Évangiles canoniques fournissent une narration circonstanciée de l'arrestation de Jésus, mais seul celui de Marc, qui serait le plus ancien suivant le consensus actuel, relève ce détail. En particulier, les évangiles selon Matthieu et selon Luc, qui reprennent la majeure partie du texte marcien, ne reproduisent pas cette péricope.
Parmi les biblistes, son caractère inattendu a traditionnellement joué en faveur de son historicité : une anecdote aussi étrange ne semble pas due à l'imagination du rédacteur. Nombreux sont les commentateurs qui, à la suite de Grégoire le Grand, estiment que cet épisode a une tonalité  autobiographique : le jeune homme nu ne serait autre que Marc en personne, soucieux d'affirmer sa présence sur les lieux. Plusieurs éditions canoniques du XXe siècle indiquent en note : « Ce bref récit propre à Mc met en scène probablement l'évangéliste lui-même » ou encore : « Mc est seul à raconter cet incident ; l’apparence autobiographique de ce détail a depuis longtemps suggéré qu’il pourrait s’agir de l’évangéliste lui-même. »
Selon une autre interprétation, ce jeune homme symbolise le disciple qui reste proche du Christ jusqu'au dernier moment, alors que les autres l'ont abandonné, mais doit cependant s'enfuir pour échapper à ses assaillants : « Ce personnage anonyme est peut-être l'image du disciple fidèle qui essaie de suivre le Maître. »
Divers commentateurs opèrent un rapprochement entre le drap perdu par le jeune homme et la robe blanche dont est revêtu celui qui apparaît aux Saintes Femmes en Marc 16, lors de la découverte du Tombeau vide, juste avant l'annonce de la Résurrection de Jésus.
La nudité du personnage peut également être perçue comme une image du croyant dépouillé de ses certitudes à la suite de l’arrestation de Jésus. Telle  est l’hypothèse d’Élian Cuvillier, notamment.

## Galerie

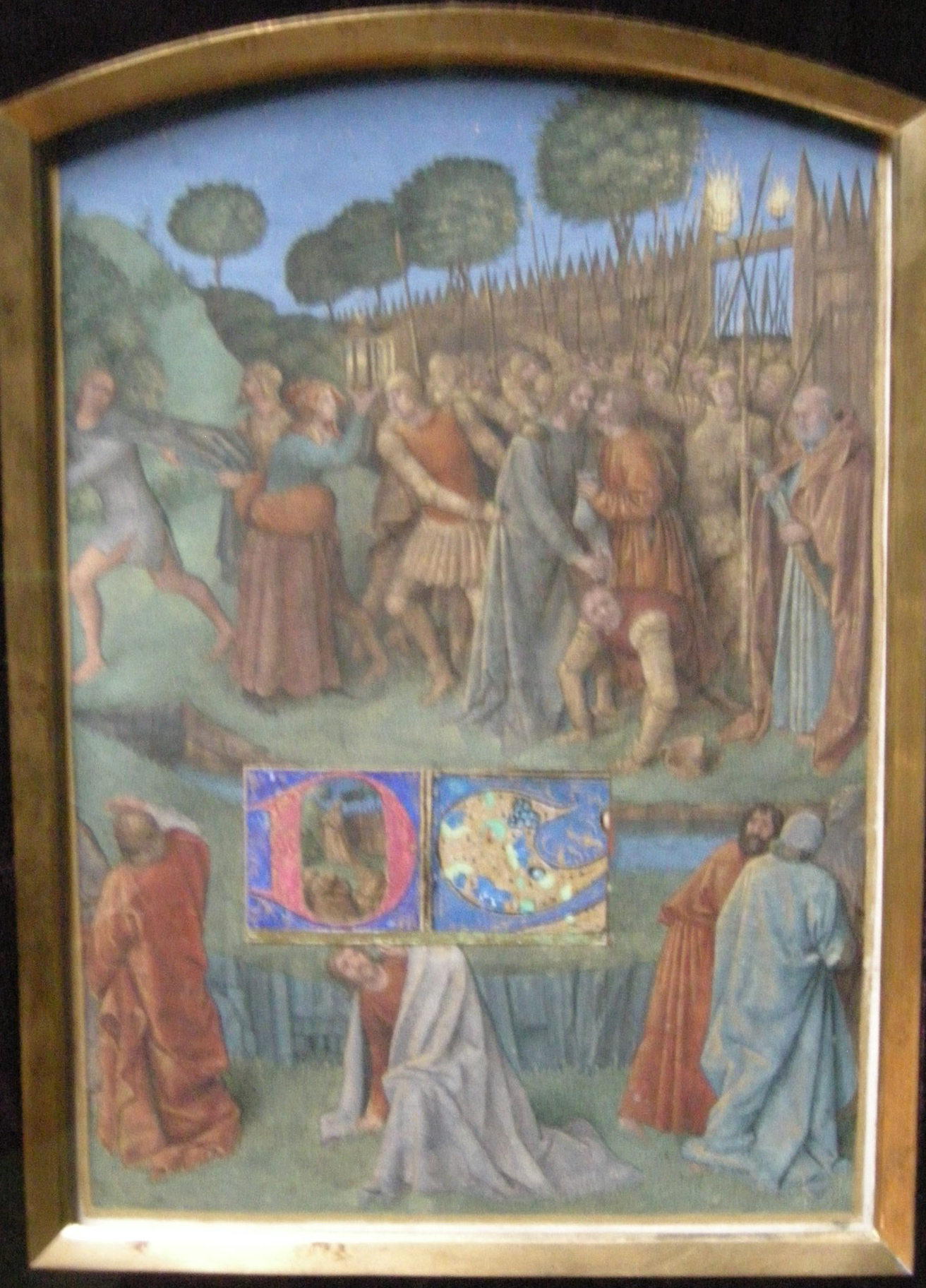
Jean Fouquet, L'Arrestation du Christ, Livre d'heures d'Étienne Chevalier, 1452-1460.
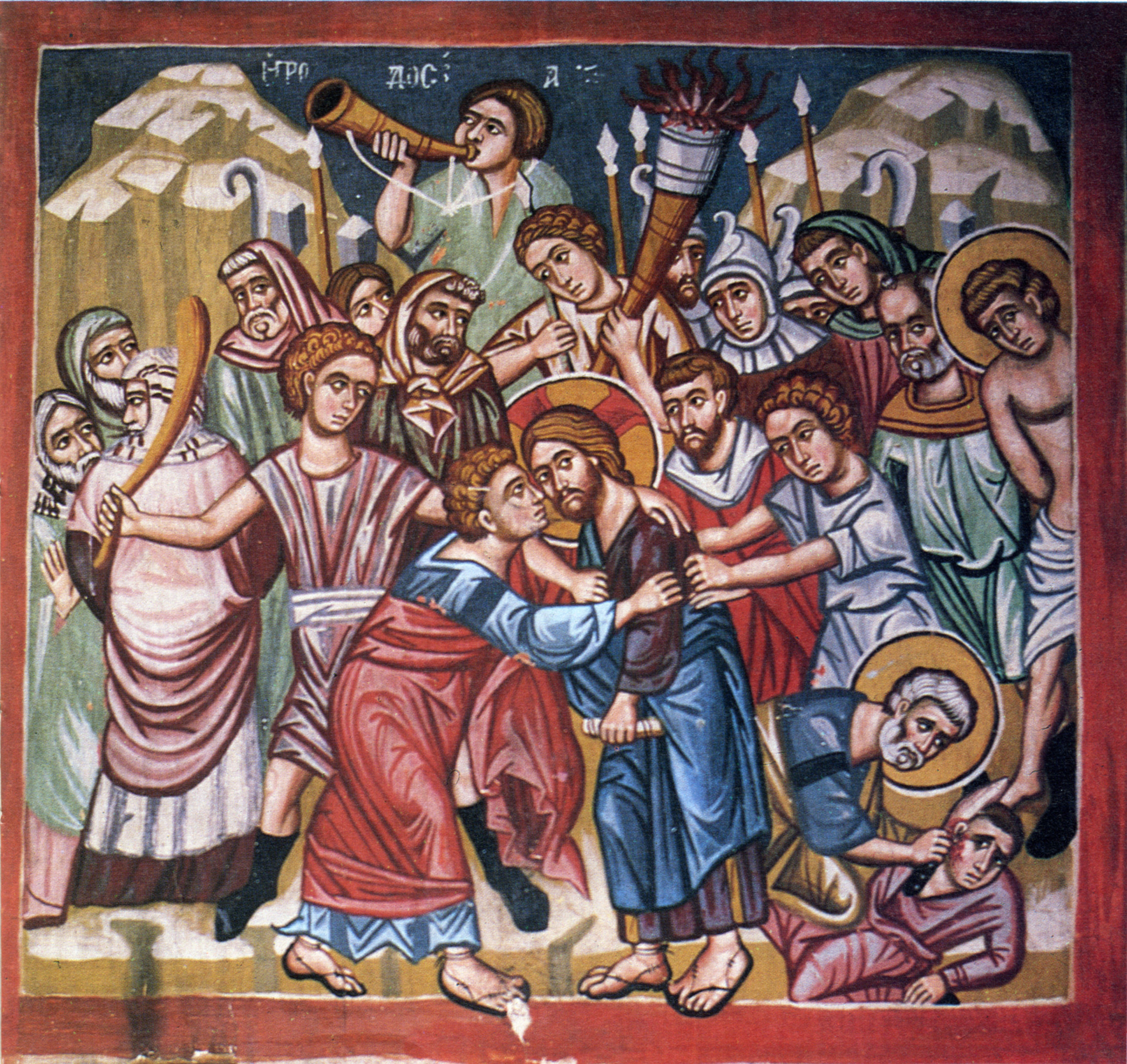
La Trahison de Judas, 1494, église de Platanistasa, district de Nicosie, Chypre. Le jeune homme vêtu d'un simple drap, à droite, porte une auréole équivalente à celle de l'apôtre Pierre.
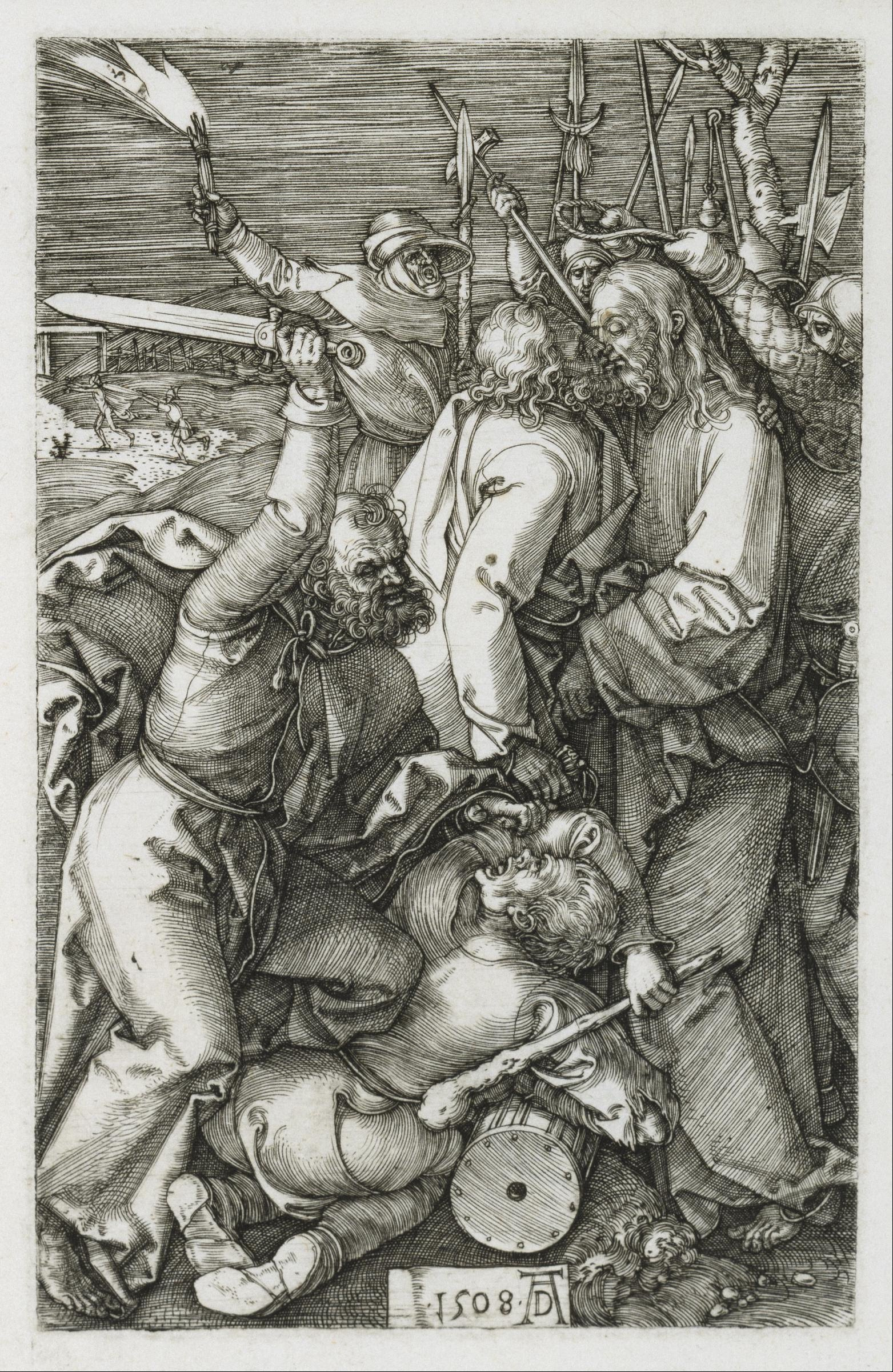
Albrecht Dürer, La Trahison du Christ, gravure n° 3 de la Passion, 1508, Metropolitan Museum of Art. Le jeune homme nu s'enfuit à l'arrière-plan, à gauche, poursuivi par un soldat[7].
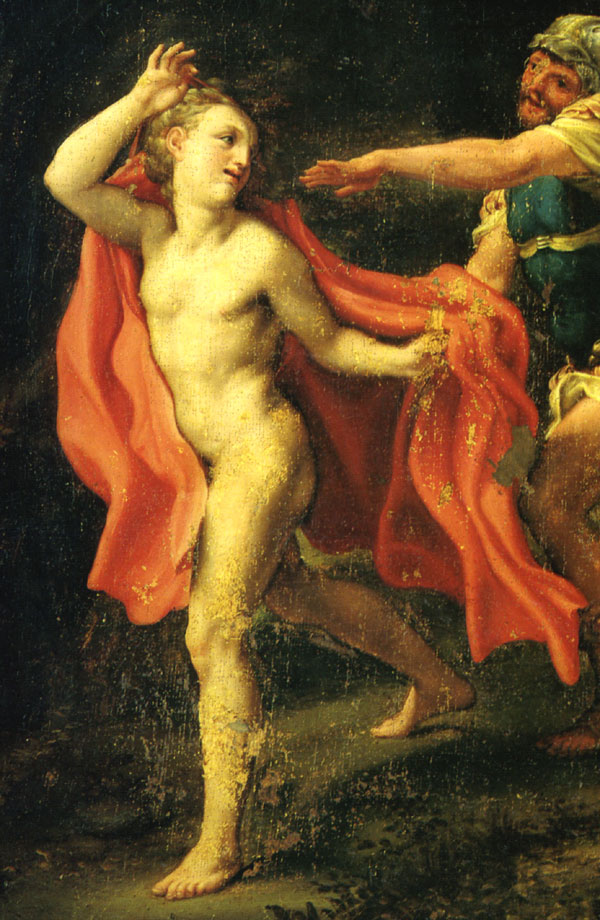
La Fuite du jeune homme nu d'après un tableau du Corrège, v. 1522.

### En langue française
- Élian Cuvillier, L'Évangile de Marc : Traduction et lecture, Bayard/Labor et Fides, 2002
- Camille Focant, L'Évangile selon Marc (Commentaire biblique : Nouveau Testament, 2), Paris, éditions du Cerf, 2004  (ISBN 978-2-204-07407-0)
- Étienne Trocmé, L'évangile selon saint Marc, Labor et Fides, coll. « Commentaire du Nouveau Testament, deuxième série », 2000  (ISBN 2-8309-0972-0), p. 351

### Autres langues
- Rupert Allen, "Mark 14:51-52 and Coptic Hagiography", Biblica, 89 (2): 265–268, 2008
- Richard Bauckham, Jesus and the Eyewitnesses : The Gospels as Eyewitness Testimony, p. 197–201  (ISBN 0802831621), 2006
- M. J. Haren, "The naked young man : a historian's hypothesis on Mark 14,51-52", Biblica, 79 (4): 525–531, 1998
- Howard M. Jackson, "Why the Youth Shed His Cloak and Fled Naked : The Meaning and Purpose of Mark 14:51-52", Journal of Biblical Literature, 116 (2): 273–289. doi:10.2307/3266224. JSTOR 3266224, 1997